# Zoran Jovanović
Zoran Jovanović fue un jugador de baloncesto serbio que ocupaba la posición de pívot. Nació el 25 de mayo de 1965, en Belgrado, RFS Yugoslavia. 

## Clubes
- Cantera Instituto Belgrado.
- 1981-1983: OKK Belgrado Junior
- 1985-1987: Universidad de Louisiana State
- 1987-1993: Estrella Roja Belgrado
- 1993-1994: CB Zaragoza
- 1993-1994: Levski Totel Sofia
- 1994-1995: KK Rabotnički
- 1995-1996: OKK Belgrado
- 1997-1998: Buducnost Podgorica
- 1997-1998: Vojvodina BFC Novi Sad
- 1998-1999: Radnicki Belgrado